# Ilhan Omar
Ilhan Abdullahi Omar (Mogadíscio, 4 de outubro de 1982) é uma política somali-americana. Filiada ao Partido Democrata, Omar integra a Câmara dos Representantes dos Estados Unidos, representando, após as eleições federais de 6 de Novembro de 2018,  e desde Janeiro de 2019,  o 5.º distrito congressional de Minnesota, que inclui toda a cidade de Mineápolis e alguns de seus subúrbios.
É,  juntamente com Rashida Tlaib, uma das duas primeiras mulheres muçulmanas eleitas para o Congresso dos Estados Unidos, e também a primeira mulher de hijab eleita para o Congresso.

## Posições políticas
Ilhan Omar quer apoiar as mulheres empresárias, embarcar na reforma da justiça penal e defender o ambiente, cuidando da qualidade do ar e da água. Ela defende a educação gratuita, melhor controlo de armas, cuidados de saúde universais, tornando os alugueres mais acessíveis para as famílias de baixos rendimentos, e uma política de imigração mais flexível. O seu programa é descrito como 'comunista' por alguns dos seus opositores.

Em matéria de política externa, opôs-se às tentativas da administração Trump de derrubar o governo da Venezuela; denunciou abertamente Elliott Abrams (nomeado por Donald Trump como enviado especial para a Venezuela) pelo seu papel durante a administração Reagan no apoio às ditaduras e esquadrões da morte dos EUA na América Central; criticou duramente o regime saudita, defendendo mesmo o boicote do Hajj, assim como os governos de Narendra Modi (Índia), Jair Bolsonaro (Brasil) e Benyamin Netanyahu (Israel). Também apoia o Partido Democrático dos Povos (HDP), um partido de esquerda turco considerado "pró-curdo" e um alvo recorrente de repressão pelo regime do Presidente Recep Tayyip Erdoğan.